# Caitlin Dulany
Caitlin Dulany (Iowa City, 22 de junho de 1967) é uma atriz americana.

## Filmografia

### Cinema
| Ano  | Título                              | Papel             |
| ---- | ----------------------------------- | ----------------- |
| 1992 | Maniac Cop 3: Badge of Silence      | Dra. Susan Fowler |
| 1994 | Class of 1999 II: The Substitute    | Jenna McKensie    |
| 1996 | Rescuing Desire                     | Evonne            |
| 1999 | Facade                              | Connie            |
| 1999 | The Sky Is Falling                  | Carrie            |
| 2009 | Transformers: Revenge of the Fallen | Repórter da CNN   |
| 2012 | Project X                           | Mãe               |
| 2013 | Oldboy                              | Emma Pryce        |
| 2014 | Winter's Tale                       | Bibliotecária     |
| 2023 | Big Life                            | Becky Williams    |

### Televisão
| Ano       | Título                                      | Papel               | Notas                                                                                    |
| --------- | ------------------------------------------- | ------------------- | ---------------------------------------------------------------------------------------- |
| 1992      | Baywatch                                    | Trish Buckley       | Episódio: "Reunion"                                                                      |
| 1992      | Nurses                                      | Randi               | Episódio: "Moon Over Miami"                                                              |
| 1992      | Life Goes On                                | Natalie Stone       | Episódio: "The Fairy Tale"                                                               |
| 1992      | Mann & Machine                              | Ingrid              | Episódio: "No Pain, No Gain"                                                             |
| 1992-1993 | Dark Justice                                | Veronica            | 2 episódios                                                                              |
| 1993      | Red Shoe Diaries                            | Claudia             | Episódio: "Auto Erotica"                                                                 |
| 1993      | Trouble Shooters: Trapped Beneath the Earth | Claudia             | Filme de TV                                                                              |
| 1994      | Law & Order                                 | Lisa Cole           | Episódio: "Snatched"                                                                     |
| 1995      | New York Undercover                         | New School          | Episódio: "Private Enemy No. 1"                                                          |
| 1997      | The Drew Carey Show                         | Robin               | Episódio: "They're Back"                                                                 |
| 1997      | ER                                          | Heather Morgan      | 4 episódios                                                                              |
| 1997      | House of Frankenstein                       | Weston              | 2 episódios                                                                              |
| 1998      | Ally McBeal                                 | Laura Jewell        | Episódio: "The Real World"                                                               |
| 1999      | Beyond Belief: Fact or Fiction              | Angie Bender        | Episódio: "For the Record/Halloween/Precious/Get Your Kicks at Motel 66/Phantom Drifter" |
| 2003      | CSI: Miami                                  | Erin Murphy         | Episódio: "Forced Entry"                                                                 |
| 2006      | According to Jim                            | Heather             | Episódio: "Daddy Dearest"                                                                |
| 2007      | Justice                                     | Sra. Marshall       | Episódio: "False Confession"                                                             |
| 2009      | Ghost Whisperer                             | Rosalyn             | Episódio: "Delusions of Grandview"                                                       |
| 2009      | Eleventh Hour                               | Diane Randal        | Episódio: "Olfactus"                                                                     |
| 2009      | Castle                                      | Sra. Kendall        | Episódio: "Hedge Fund Homeboys"                                                          |
| 2009-2010 | Saving Grace                                | Mary Francis Norman | 3 episódios                                                                              |
| 2011      | Criminal Minds                              | Linda Owens         | Episódio: "Out of the Light"                                                             |
| 2016      | Mistresses                                  | Hannah              | Episódio: "Mistaken Identity"                                                            |
| 2022      | American Horror Stories                     | Anna Leigh Leighton | Episódio: "Dollhouse"                                                                    |